# Drive-Thru (película)
Drive-Thru es una película de comedia y terror estadounidense de 2006, dirigida por Brendan Cowles y Shane Kuhn, protagonizada por Leighton Meester y Nicholas D'Agosto. Está situada en el condado de Orange, California e involucra a un payaso asesino en serie, mascota de un restaurante de comida rápida, llamado Horny el payaso. La película fue estrenada el 1 de marzo de 2006.

## Argumento
La película empieza con Brandon (David DeRuiter), Tony (Haven Lamoureux), Brittany (Jessica Landon) y Tiffany (Nicole Cavazos) llegando al restaurante de comida rápida "Hella Burger". Una vez allí, el grupo es continuamente insultado por el intercomunicador, provocando la entrada de un furioso Tony. Mientras empieza su búsqueda, es atacado por la mascota del restaurante, Horny el payaso. Brandon pronto entra, sólo para encontrar a Tony muerto en la freidora antes de ser atacado y masacrado por Horny con un cuchillo de carnicero. Horny se dirige fuera y asesina a Brittany y Tiffany.
Mientras tanto, Mackenzcie (Leighton Meester) está en una fiesta con su novio Fisher (Nicholas D'Agosto) y sus amigos Val (Sita Young), Van (Penn Badgley) y Starfire (Rachel Bella). Ellos se ponen a jugar con una tabla ouija, donde reciben el mensaje "N1KLPL8", el cual carece de significado para ellos hasta la mañana siguiente, cuando ven en una noticia que es la placa del auto de Brandon. Al día siguiente, Val es emboscada por Horny en los vestuarios. Mackenzie se queja de que alguien robó su cámara en la fiesta, pero después de la escuela, Bill, el conserje (Sean Whalen) se la entrega.
Mackenzie se queda a revelar las fotos y descubre que muestran las muertes de los cuatro adolescentes asesinados. Horny la persigue en el gimnasio, donde descubre que la cabeza de Val ha sido colocada en un horno de microondas modificado, el cual es encendido, haciendo que su cabeza estalle, matándola. Horny sigue persiguiendo a Mackenzie en la escuela, ella encuentra a Lenny colgado y posteriormente se encuentra con un policía, quien no logra encontrar los cuerpos. Es llevada a la estación de policía con su madre, Marcia (Melora Hardin) y su padre, Bill (Paul Ganus), donde es interrogada por la Detective Branda Chase (Lola Gaudini) y el Detective Dwayne Crockers (Larry Joe Campbell). Ellos descreen de la historia contada por Mackenzie, aunque igual sospechan de Bill como el asesino.
Al día siguiente, los detectives se encuentran con Jack Benjamin (John Gilbert) el dueño de Hella Burguer, quien no es de gran ayuda para solucionar del caso. A la noche, Mackenzie y Fisher se van a trabajar en la atracción de la casa embrujada de una feria. Allí, tienen una discusión con Chad (Tyler King) y Tina (Maliabeth Johnson) antes que estos entren a la atracción. Repentinamente, las luces se apagan. Chad es decapitado y Tina es apuñalada hasta morir. Mackenzie y Starifre entran en la atracción y encuentran a Fisher en estado de shock luego de presenciar los asesinatos.
Mackenzie y Marcia van a visitar a Fisher al hospital. Mackenzie sospecha que su madre oculta algo, ya que los adolescentes asesinados son hijos de los compañeros de escuela de esta. La detective Chase escucha esto e interroga al padre de Tina, Bert (Robert Curtis Brown). Mientras, Horny ataca a Spunk y Chuck en Hella Burguer.
De vuelta a casa, Marcia admite que cuando era joven, ella y sus amigos mataron accidentalmente a Archie Benjamin (Van De La Plante), el hijo de Jack Benjamin, en el día que cumplía 18 años, y que su espíritu vengativo a regresado para vengarse por haber sido acosado por ellos. Mackenzie y Fisher son atacados por Horny en una casa, con Mackenzie quedando inconsciente y su novio acorralado. Fisher logra desenmascarar a Horny, tras lo cual sus ojos quedan rojo sangre al observar el rostro deforme y quemado de Horny. Horny arroja a Fisher a través de una ventana, tras lo cual los detectives arriban y arrestan a Jack Benjamin, creyéndolo culpable de las muertes.
Mackenzie despierta en Hella Burguer, atada y amordazada, y rodeada por los cadáveres de sus amigos. Frente a ella hay una torta de cumpleaños, como si fuera un festejo de sus 18 años. Horny la rocía con gasolina y le acerca una vela, dispuesto a hacer con ella lo que le sucedió a él cuando murió. Marcia llega y le dispara, sin resultados, y Horny la desmaya. Mackenzie toma un sorbo de whiskey de un envase que llevaba con ella, guardando el líquido en su boca. Horny vuelve a acercar una vela a Mackenzie, cuando ella le escupe el whiskey, dejándolo en llamas. Enseguida, Mackenzie y Marcia huyen de allí,
Ellas van hacia el hospital, donde se revela que el espíritu de Horny ha poseído a Fisher y ha huido. Al final, el Detective Crookers va a Hella Burguer a realizar un pedido. Horny salta al capó del automóvil y lo asesina.

## Reparto
- Leighton Meester como Mackenzie Carpenter.
- Nicholas D'Agosto como Fisher Kent.
- Melora Hardin como Marcia Carpenter.
- Lola Glaudini como Detective Brenda Chase.
- Larry Joe Campbell como Detective Crockers.
- Penn Badgley como Van.
- Rachael Bella como Starfire.
- Shedrack Anderson como Chuck Taylor.
- Sean Whalen como Lenny.
- Robert Curtis Brown como Bert McCandless.
- John Gilbert como Jack Benjamin.
- Maliabeth Johnson como Tina McCandless.
- Clyde Kusatsu como Fred Kukizaki.
- Edward DeRuiter como Brandon Meeks.
- Van De La Plante como Horny el payaso / Archie Benjamin.
- Sita Young como Val Espinoza.
- Haven Lamoureux como Tony.
- Morgan Spurlock como Robbie.
- Gordon Clapp como voz de Horny el payaso.

## Lanzamiento
La película fue lanzada el 29 de mayo de 2007.